# Vincent Drucci
Vincent „Schemer” Drucci (ur. 1898, zm. 4 kwietnia 1927) – amerykański gangster włoskiego pochodzenia, jeden z najważniejszych przeciwników Ala Capone (obok Deana O’Baniona, Hymie Weissa i George’a Morana) w wojnie o dominację nad chicagowskim światem przestępczym.
Jeden z nielicznych włoskich członków irlandzkiego North Side Gang. Po śmierci Hymie Weissa objął przywództwo nad gangiem. Wielokrotnie próbował zabić Ala Capone (m.in. usiłował go udusić w łaźni tureckiej), sam był również celem wielu zamachów zorganizowanych przez ludzi Capone.
Zginął w kontrowersyjnych okolicznościach – zastrzelony w policyjnym radiowozie po wcześniejszym aresztowaniu pod zarzutem utrudniania udziału w wyborach kandydatom konkurującym z Williamem Hale’em Thompsonem.